# 리스 톰슨
리스 톰프슨(Reece Thompson, 1988년 11월 22일 ~ )은 캐나다의 배우, 성우이다.
캐나다에서 태어났다.

## 출연 작품

### 영화
- 위트와 슬라이 2 (2004, Superbabies: Baby Geniuses 2)
- 리틀 야구왕 2 (2005, The Sandlot 2)
- 로켓 사이언스 (2007, Rocket Science) - 핼 헤프너 역
- 어쌔신네이션 (2008) - 보비 펑키 역
- 애프터워즈 (2008, Afterwards)
- 데이드림 네이션 (2010, Daydream Nation)
- 세레모니 (2010, Ceremony) - 슈밋 역
- 블러드워스 (2010, Bloodworth) - 플레밍 블러드워스 역
- 월플라워 (2012)
- 워킹데드: 핫 바디 (2013, April Apocalypse) - 아티 역
- Bad City (2014)
- 파이널 걸 (2015) - 넬슨 역
- The Fox Hunter (2020)

### 텔레비전
- 무한의 리바이어스 (1999-2000) - TV 애니메이션
- 스타게이트 아틀란티스 (2004)